# イビュコス
レギオンのイビュコス（古希: Ἴβυκος, Ibycos, 英: Ibycus）は、紀元前6世紀の古代ギリシアの抒情詩人である。レギオンとは現在のイタリア、レッジョ・ディ・カラブリアの古名である。イービュコスと長母音表記されることもある。ヘレニズム時代のアレクサンドリアの学者たちはイビュコスを9歌唱詩人の1人とした。社会的に高い地位にあったにかかわらず、イビュコスはさすらいの人生を送った。サモス島の僭主ポリュクラテスの宮廷には長い間居た。
プルタルコスによると、コリントス近辺で、イビュコスは盗賊によって致命傷を負った。瀕死の体でイビュコスは頭上を飛ぶ鶴の群を見て、復讐を求めた。盗賊たちはコリントスに着くとすぐに劇場に行った。そこで上空に鶴の群を見た。盗賊の一人が叫んだ。「イビュコスの復讐者たちに注意しろ」。これが事件解決の糸口となった。「イビュコスの鶴」という言葉はギリシア人の間で、神の介在によって犯罪が発覚することを指す格言となった。
『スーダ辞典』によると、イビュコスは7冊の抒情詩（ある程度は神話的・英雄的なもの）を書いたが、主として書いたのは性愛詩で、美しい若者たちや少女たちの魅力を讃美した。古代人たちには、イビュコスは少年愛の傑出した詩人として有名だった。「イビュコス、彼は性別の甘き花と少年たちの愛を摘んだ」。フリードリヒ・ゴットリーブ・ヴェルカー(en:Friedrich Gottlieb Welcker）は、それらの詩はレスボス島で催された美を競う大会で少年たちの合唱で歌われたものではなかったかと示唆している。韻律と方言はドーリア風だが、詩はアイオリスの叙情詩形式の詩の魂で表現されている。

## 日本語訳
- 『ギリシア合唱抒情詩集 アルクマン他』丹下和彦訳、京都大学学術出版会（2002年）